# Ульріх фон Віламовіц-Меллендорф
Ульріх фон Віламовіц-Меллендорф (нім. Ulrich von Wilamowitz-Moellendorff; 22 грудня 1848, провінція Позен — 25 вересня 1931, Берлін) — німецький філолог-класик і історик античної культури. Професор, доктор філософії (Dr. phil.), Професор класичної філології Берлінського університету в 1897—1929 роках. Академік, почесний доктор.

## Життєпис
Народився у дворянській сім'ї в родовому маєтку Марковіц у Великопольській провінції Позен у Пруссії.
У 1862—1867 роках навчався у престижній гімназії Шульпфорті. Потім здобув вищу освіту в 1867—1869 роках в Боннському і в 1869—1870 роках — в Берлінському університетах. Захистив докторську дисертацію в 1870 році.
У 1870—1871 роках брав участь гренадером у Франко-пруській війні. У 1872—1874 рр. подорожував по Італії і Греції.
З поверненням до Німеччини викладав класичну філологію: приват-доцент Берлінського університету (зимовий семестр 1874/75 — зимовий семестр 1875/76), професор університетів: Грейфсвальда (літній семестр 1878 — літній семестр 1883), Геттінгена (зимовий семестр 1883/84 — зимовий семестр 1896/97), Берліна (літній семестр 1897 — літній семестр 1929).
Політично був принциповим консерватором, був близький до німецького імператорського двору. У роки Першої світової війни займав яскраво виражену націоналістичну позицію, брав участь у складанні та підписанні громадських маніфестів на захист німецької політики. Надалі для нього характерне неприйняття листопадової революції 1918 року і ностальгія по старому режиму.
Серед його учнів був відомий дослідник стародавньої Іберії Адольф Шультен та ін.